# Accademia di belle arti di Palermo
L'Accademia di belle arti di Palermo è un istituto universitario di tipo statale per la formazione artistica. Fondata nel 1780, è una fra le più antiche accademie di belle arti d'Italia.
Il direttore è il prof. Umberto De Paola.
Secondo l'offerta formativa del MUR, l'Accademia di belle arti di Palermo è compresa nel comparto universitario nel settore dell'alta formazione artistica, musicale e coreutica (AFAM) e rilascia diplomi accademici di 1º livello (laurea) e di 2º livello (laurea magistrale).
È un'istituzione universitaria indipendente dall'Università degli Studi di Palermo, ed è ubicata nelle storiche sedi di Palazzo Fernandez e di palazzo Molinelli di Santa Rosalia, situate al Papireto, nel centro storico del capoluogo siciliano. Fruisce inoltre di alcuni spazi dei Cantieri Culturali alla Zisa.

## Storia
L'Accademia venne istituita nel 1780 nel regno di Sicilia. In origine nacque come Scuola di disegno con il corso della durata di tre anni, ed era considerata tra le dieci cattedre di Studi minori che insieme alle altre venti cattedre costituiva l'Accademia degli Studi. Pochi anni dopo, nel 1783 venne istituita anche l'Accademia dell'uomo ignudo, detta anche Accademia del nudo.
Dal 1805 l'Accademia del Nudo venne associata alla cattedra di Architettura civile della Regia università, mentre la Scuola del Disegno restò invece fra le "scuole minori". Nel 1815 veniva istituita anche la cattedra di Scultura..
Alla formazione del Regno d'Italia si prevede la formazione dell'Accademia con annesse gallerie per mostre temporanee e permanenti, ma tale decreto non viene portato avanti e solo nel 1879 venne riaperta e denominata "Regio istituto di belle arti", ma sprovvisto delle gallerie; inoltre il corso passa da tre a quattro anni. Nel 1886 Palazzo Fernendez divenne sede del Regio Istituto.
L'unificazione di tutti gli studi d'arte in Italia avviene solo nel 1918 con l'attuazione della legge Baccelli. Durante il fascismo diviene "Regia Accademia di belle arti" e con il R.D. 31 dicembre 1923, n. 3123 del ministro Giovanni Gentile viene definito l'ordinamento, ancora in vigore.
L'ultima norma di riforma è avvenuta con la legge 508/1999, e con il D.M. 23 luglio 2004, n. 73 si è istituita l'attivazione presso le Accademie del corso sperimentale triennale in "Arti visive e discipline dello spettacolo" per gli indirizzi di pittura, scultura, scenografia, decorazione e grafica, disciplinando una riforma degli insegnamenti.

## Corsi
I vigenti corsi accademici di I e II livello sono:
Dipartimento di Arti visive
- Decorazione (1º livello L3 - 2º livello LM89)
- Arte ambientale e Linguaggi sperimentali (1º livello L3 - 2º livello LM89)
- Grafica d'arte (1º livello L3 - 2º livello LM89)
- Pittura (1º livello L3 - 2º livello LM89)
- Arte sacra contemporanea (1º livello L3 - 2º livello LM89)
- Scultura (1º livello L3 - 2º livello LM89)

Dipartimento di Progettazione ed Arti applicate
- Scenografia (1º livello L3 - 2º livello LM65)
- Audio/video e multimedia (ad esaurimento) (1º livello L3 - 2º livello LM65)
- Cinema e Audiovisivo (1º livello L3 - 2º livello LM65)
- Progettazione di moda (1º livello L3 - 2º livello LM12)
- Design grafico (1º livello L3 - 2º livello LM12)
- Fumetto e Illustrazione (1º livello L3 - 2º livello LM12)
- Fotografia (1º livello L3 - 2º livello LM65)

Dipartimento di Comunicazione e Didattica dell'arte
- Didattica dell'arte (1º livello L3 - 2º livello LM89)
- Progettazione dei sistemi espositivi e museali (1º livello L3 - 2º livello LM89)

Oltre ai corsi accademici, è attivo il corso "Scuola libera del Nudo".

## Sedi
L'Accademia ha sede tra due edifici storici posti su due fianchi della via Papireto ed una sezione presso i Cantieri Culturali alla Zisa.
- Palazzo Fernandez, inaugurato nel 1866 come sede del Regio istituto di belle arti e attuale sede dell'Accademia di belle arti, risale alla ﬁne del XIX secolo. Il primo edificio fu edificato presumibilmente verso il 1727 sulla sponda est del fiume Papireto nei pressi delle Catacombe di Porta d'Ossuna, nel 1741 il sacerdote Nicolò Filippone fondò la confraternita Casa Ritiro delle Figlie della Carità, erigendo un ulteriore edificio quale infermeria della Casa che a sua volta inglobava il seicentesco portale bugnato visibile nell’adiacente via Filippone. Tra la fine del Settecento e l'Ottocento si costruiva l'omonima chiesa cui si accedeva esclusivamente dall'interno del Ritiro. Nel 1857 la confraternita diveniva di proprietà di D. Giovanni Fernandez, costituendo quindi poi la Pia Opera Giovanni Fernandez (estinta il 14 maggio 1994 e i cui beni passarono al Comune di Palermo)[3], da cui il palazzo prende il nome. Egli acquistò l’area su cui insisteva l'infermeria, ma i lavori dopo l'elevazione del primo piano si fermarono a causa delle difficoltà dovute al suolo acquitrinoso. Nel 1883 l'edificio, fu permutato dal comune di Palermo, seppur incompleto, e i lavori furono affidati all'architetto Giuseppe Damiani Almeyda, che in tre anni lo completò, riferendosi a repertori neoclassici, e lo consegnò per l'inaugurazione del 1886 al commissario ministeriale, l'architetto Giovan Battista Filippo Basile. Quest'ultimo in qualità di Presidente del nuovo Regio Istituto di Belle Arti, vi tenne il discorso inaugurale e il figlio Ernesto Basile divenne direttore dell'Accademia di Belle Arti dal 1897 al 1923 e presidente dal 1924 al 1931. L'imponente costruzione in poderosi conci di calcarenite, ha un prospetto serio e maestoso a tre piani, di cui l'ultimo evidenziato da un forte marcapiano e tripartito da un corpo centrale aggettante. Le finestre delle arcate a tutto sesto sono scandite da lesene. L'edificio si presenta oggi rinnovato a seguito di un accorto lavoro di restauro e dal 2005 è riaperto al pubblico, con la trasformazione parziale dell'edificio in area conferenze e Gipsoteca storica (i gessi custoditi furono donati da Francesco I, da Archimede Campini (sua la Pietà), altri acquistati nel 1866 a corredo didattico, i gessi architettonici furono donati da Ernesto Basile, conserva inoltre anche gessi degli oratori del Serpotta, ed un gesso della testa del David di Donatello). All'interno del Palazzo Fernandez sono presenti gli uffici della direzione e delle relazioni internazionali, la biblioteca, l'aula multimediale e hanno luogo prevalentemente le lezioni teoriche.[4]
- Palazzo Molinelli di Santa Rosalia, palazzo cinquecentesco edificato verso la fine del XVI secolo dallo spagnolo Bernardo de Ljermo, inizialmente destinato a diventare un ospedale, passò successivamente nel XVIII secolo alla famiglia dei Molinelli, principi di S. Rosalia. Alla morte dell’ultimo erede, il principe Giulio Cesare Molinelli, avvenuta nel 1831, il palazzo passò in mano al Ciantro e al maestro cappellano della Cattedrale, in quanto fidecommissari dell’eredità della famiglia estinta, ma l'associazione benefica che ne curava la manutenzione si accorse che le spese erano diventate eccessive e vendette l'edificio al comune nel 1883 che completò l'opera e lo assegnò all'Accademia nel 1886, il palazzo fu inizialmente condiviso dall’Accademia e dal Liceo Artistico. Al suo interno sono presenti gli uffici amministrativi e la Presidenza, e hanno sede i laboratori di Plastica ornamentale, Tecniche della Ceramica, Decorazione, Anatomia artistica, Incisione, Pittura, Mosaico, Design, Modellistica.[5]
- Ai Cantieri Culturali della Zisa vi sono situati i laboratori per altre attività di studio e di carattere espositivo. Presso la Galleria Bianca si tengono i corsi della scuola di scultura, lo spazio nuovo per la scuola di pittura e per il Corso di Audio/video e Multimedia, i Padiglioni Ducrot adibiti per la scuola di scenografia e il Corso di progettazione della moda. L'Aula Blu Cobalto per le lezioni teoriche e le Sale della Grande Vasca per le esposizioni e per le lezioni di fotografia.

## Collezioni
L'Accademia di belle arti di Palermo possiede una gipsoteca, una collezione di calchi in gesso costituita da circa 150 opere scultoree, tra cui statue, bassorilievi, frammenti architettonici
Inoltre detiene una collezione di libri d'artista improntata prevalentemente sulla Poesia visiva e sulla Scrittura asemica. Tra gli artisti in collezione Francesco Aprile, Alessandro Bazan, Cristiano Caggiula, Marco Cingolani, Giovanni Fontana, Marco Giovernale, Ezio Gribaudo, Mariangela Guatteri, Alfonso Lentini, Egidio Marullo, Enzo Patti, Giancarlo Pavanello, Lamberto Pignotti, Tommasina Squadrito, William Marc Zanghi
L’accademia conserva una vasta collezione di dipinti, stampe e disegni in attesa di musealizzazione.

## Direttori
- Salvatore Lo Forte (1837-1857)
- Ernesto Basile (1897-1923)
- Pippo Rizzo (1936-1939)
- Mario Urbani (1939-...)
- Eustachio Catalano
- Giuseppe  Gambino (1979-1982)
- Stefano Lo Presti (1993-2003)
- Totò Bonanno (anni 90)
- Umberto De Paola (2004-2011)
- Luciana Giunta (2011-2014)
- Mario Zito (2014-2020)
- Umberto De Paola (dal 2020)